# 石壁山
石壁山，位於台灣雲林縣古坑鄉草嶺村與嘉義縣阿里山鄉豐山村交界處，峰頂海拔1,754公尺，為台灣小百岳之一。該山峰地處清水溪支流竹篙水溪與石鼓盤溪的分水嶺上，立有三等三角點4192號。附近有草嶺風景區。